# Врабево
Вра́бево (болг. Врабево) — село в Ловецькій області Болгарії. Входить до складу общини Троян.

## Економіка
В селі розташований фармацевтичний завод Софарма. Завод було урочисто відкрито в 2003 році. На відкритті був присутнім президент Болгарії Георгій Пирванов. На заводі працює 350 робітників.

## Населення
За даними перепису населення 2011 року у селі проживали 779 осіб.
Національний склад населення села:
| Національність   | Кількість осіб | Відсоток |
| ---------------- | -------------- | -------- |
| болгари          | 433            | 97,1%    |
| турки            | 11             | 2,5%     |
| Всього відповіли | 446            |          |

Розподіл населення за віком у 2011 році:
Динаміка населення: